# Ла Малинче (Сантијаго Лачигири)
Ла Малинче (шп. La Malinche) насеље је у Мексику у савезној држави Оахака у општини Сантијаго Лачигири. Насеље се налази на надморској висини од 882 м.

## Становништво
Према подацима из 2010. године у насељу је живело 5 становника.

### Хронологија
| Година       | 2000        | 2005 | 2010 |
| ------------ | ----------- | ---- | ---- |
| Становништво | 21 (12 / 9) | 2    | 5    |

### Попис
| # | Индикатор                     | Вредност |
| - | ----------------------------- | -------- |
| 1 | Укупно домаћинстава           | 9        |
| 2 | Укупно насељених домаћинстава | 2        |
| 3 | Величина локације             | 1        |